# Tenrec musaranya de Thomas
El tenrec musaranya de Thomas (Microgale thomasi) és una espècie de tenrec musaranya endèmica de Madagascar. Els seus hàbitats naturals són els boscos humits de terres baixes tropicals o subtropicals. Està amenaçat per la pèrdua d'hàbitat.
Fou anomenat en honor de l'eminent mastòleg britànic Oldfield Thomas.